# Rainier (Oregon)
Pour les articles homonymes, voir Rainier.
Rainier est une ville du comté de Columbia, situé dans l'Oregon, aux États-Unis.

## Géographie
Elle se situe sur le fleuve Columbia.

## Économie
La centrale nucléaire Trojan s'y trouvait.

## Histoire
Le nom de la ville provient du mont Rainier.

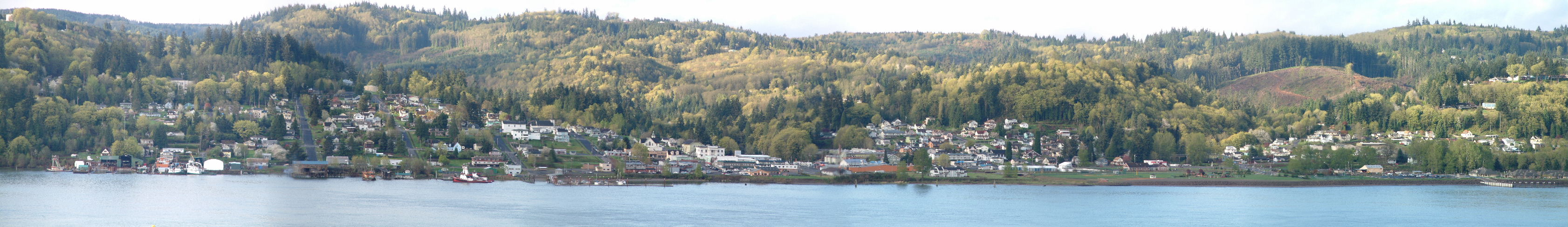
Panorama sur la ville de Rainier vu depuis Longview sur l'autre rive du fleuve Columbia.